# Arcus 98DA
Arcus 98DA je bugarski poluautomatski pištolj kojeg proizvodi istoimena tvrtka Arcus. Riječ je o derivatu Browningova modela Hi-Power. Osim modela 98DA postoji i kompaktna inačica 98DAC koja koristi standardne HP-ove okvire kapaciteta 13 metaka.

## Inačice
- Arcus 98DA
- Arcus 98DAC

## Korisnici
- Bugarska: specijalne snage bugarske vojske.[1]

## Vanjske poveznice
- Karakteristike modela Arcus 98DA na web stranici proizvođača  Arhivirana inačica izvorne stranice od 6. ožujka 2013. (Wayback Machine)
- Karakteristike modela Arcus 98DAC na web stranici proizvođača  Arhivirana inačica izvorne stranice od 18. lipnja 2013. (Wayback Machine)
- Modern Firearms  Arhivirana inačica izvorne stranice od 1. rujna 2010. (Wayback Machine)
- Arcus 94, 94C i 98DA